# Niezapominajka pagórkowa
Niezapominajka pagórkowa (Myosotis ramosissima Rochel) – gatunek rośliny należący do rodziny ogórecznikowatych. Występuje w całej Europie, w Makaronezji i Maroku oraz na Bliskim Wschodzie (od Azji Mniejszej po Jordanię i Irak). W Polsce gatunek jest pospolity w zachodniej części kraju, rzadki we wschodniej, a w województwie podlaskim brak go zupełnie. Zanika także w górach sięgając maksymalnie do ok. 650 m n.p.m. Jest to drobna roślina roczna rosnąca w miejscach suchych i nieurodzajnych.

## Morfologia
PokrójRoślina z rozgałęziającymi się łodygami osiągającymi od kilku do 25, rzadko do 40 cm wysokości. Cała roślina pokryta prostymi, szarymi włoskami odstającymi w dolnej części pędu, przylegającymi w górnej.
LiścieSiedzące. Liście odziomkowe zebrane w przyziemną rozetę, one i dolne liście łodygowe są podługowato-łopatkowate, na szczycie zaokrąglone, u nasady zwężone. Liście w środkowej i górnej części pędów są węższe – do równowąsko podługowatych. Liście osiągają do 20 mm długości i 6 mm szerokości. Liście podobnie jak łodyga pokryte są tylko włoskami prostymi.
KwiatyZebrane w sierpik, początkowo gęsty i krótki, ale w czasie przekwitania wydłużający się i osiągający do 15 cm długości. Wszystkie kwiaty, także w dolnej części kwiatostanu pozbawione są liściastych przysadek. Szypułka kwiatowa przylegająco owłosiona, osiągająca do 1,5 mm długości, w czasie owocowania wydłużająca się maksymalnie do 3 mm. Szypułki silnie odstają od łodygi, często nawet poziomo. Działki kielicha osiągają ok. 1,5 mm długości, ale w czasie owocowania wydłużają się do 3 mm. Porozcinane są na lancetowate ząbki i pokryte są odstającymi włoskami. Korona kwiatu niebieska, z rurką krótszą od kielicha, osiąga do 2 mm średnicy.
OwoceW kwiatach powstają po cztery jajowate rozłupki o długości ok. 1 mm, po dojrzeniu jasnobrązowe. Owoce dojrzewają w otwartym kielichu.

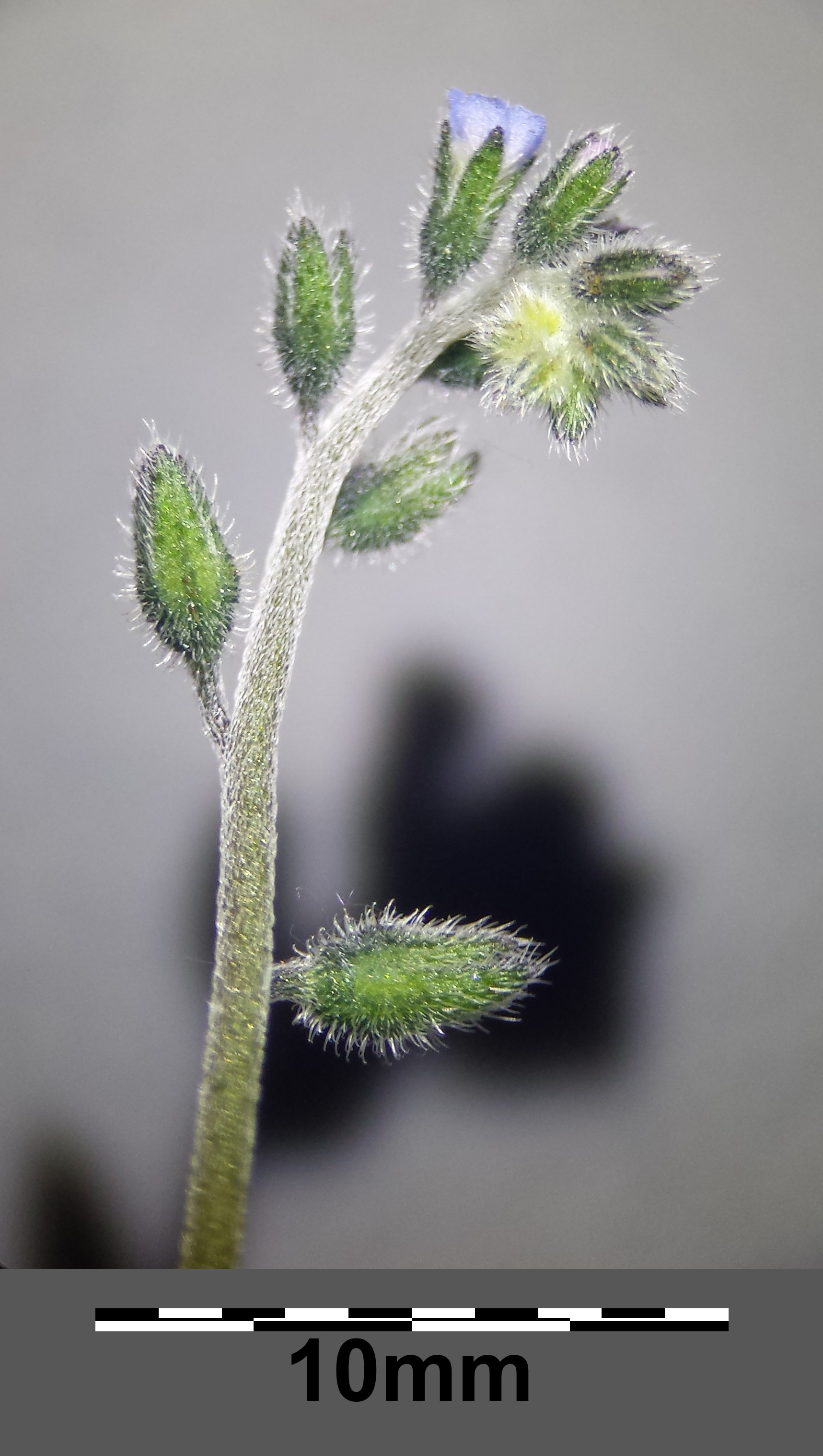
Kwiatostan
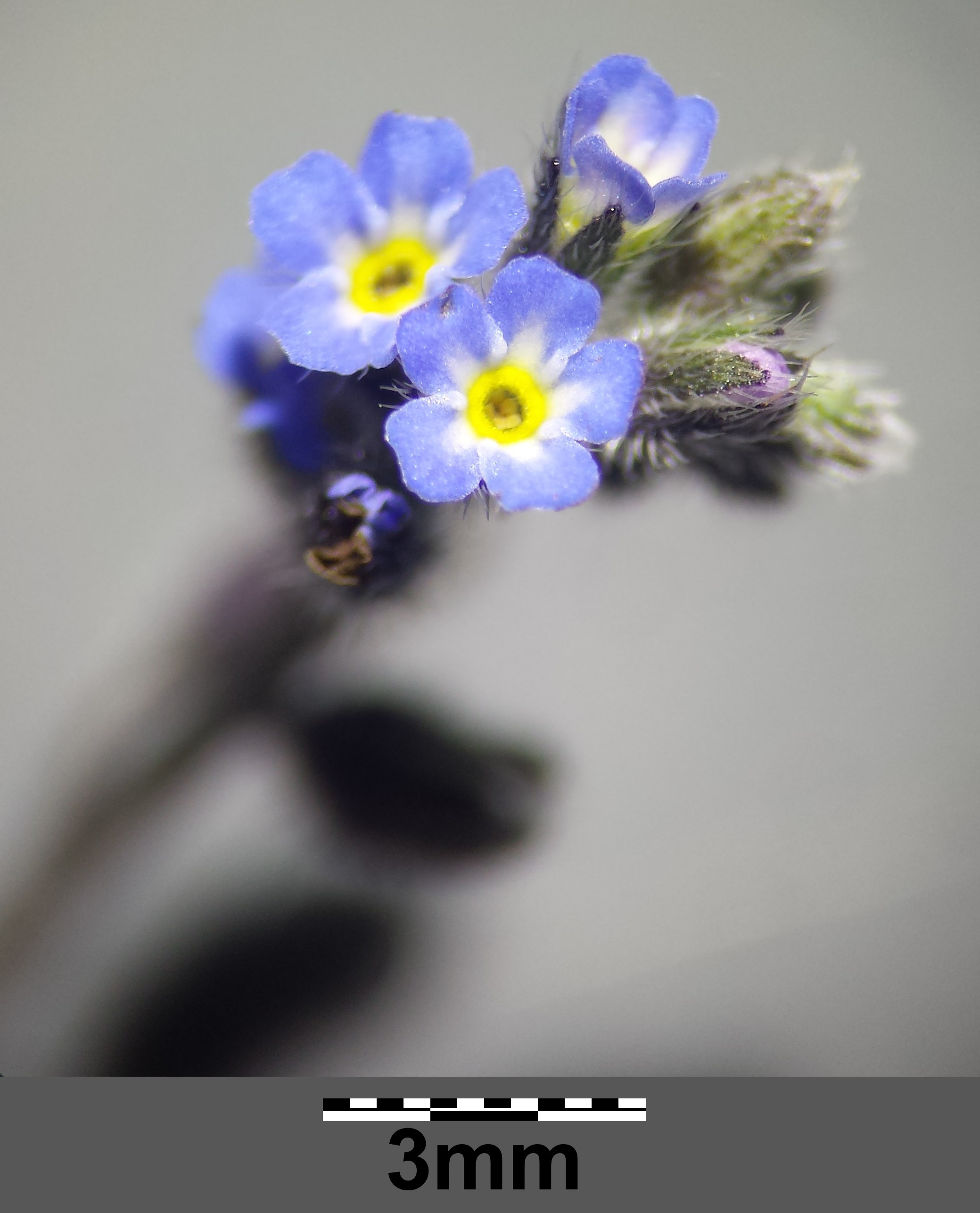
Kwiaty
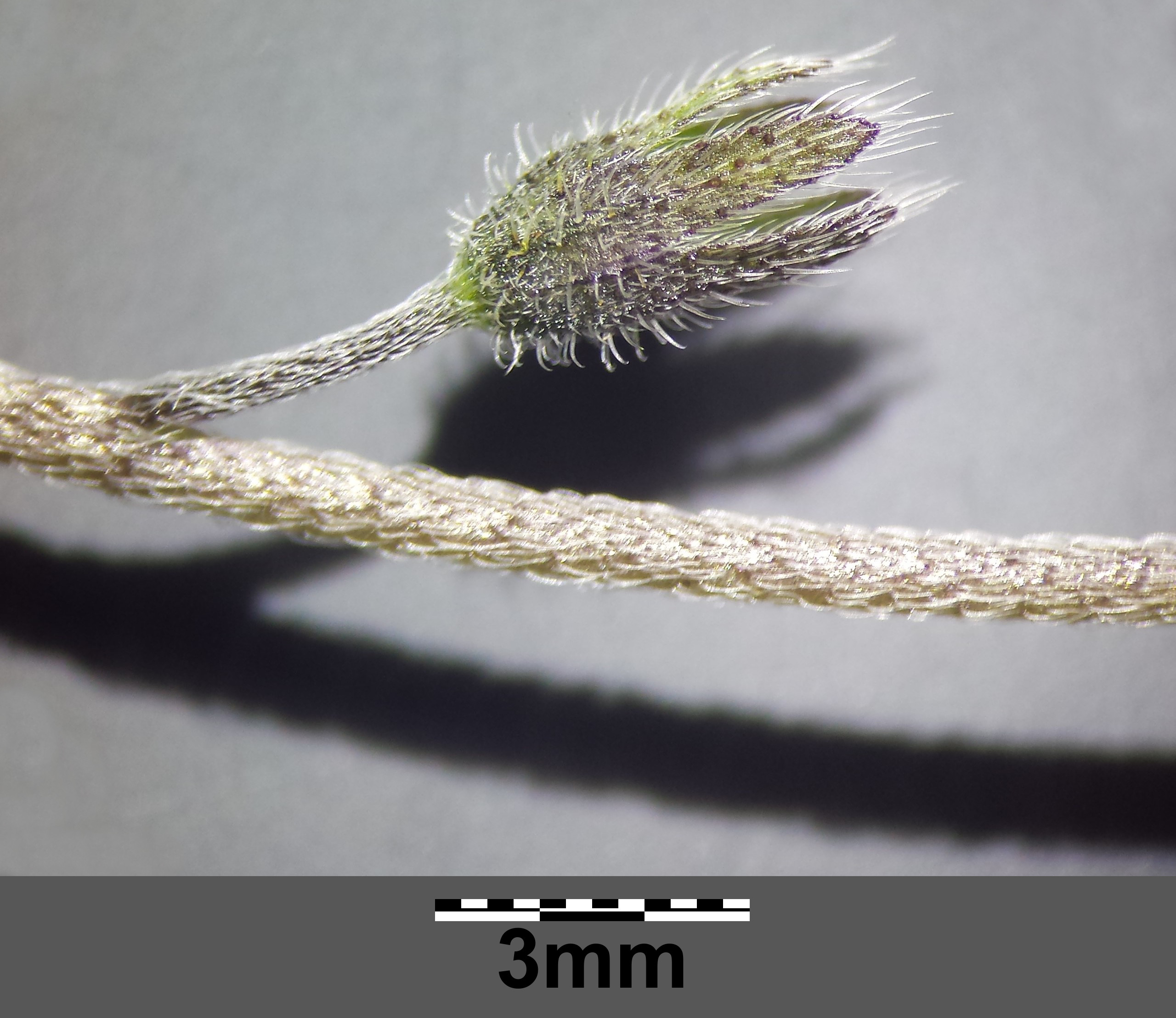
Otwarty kielich z owocem

Gatunki podobneW Europie Środkowej drobne kwiaty rozwijające się na szypułkach krótszych od kielicha mają dwa gatunki – niezapominajka różnobarwna M. discolor i niezapominajka piaskowa M. stricta. Ta pierwsza ma kwiaty początkowo żółte lub kremowe, a starsze niebieskie o rurce dłuższej od kielicha. Druga wyróżnia się kwiatami w dolnej części kwiatostanu wspartymi liśćmi (przysadkami). Poza tym jej szypułki nawet w czasie owocowania są wzniesione, a kielichy wówczas są zamknięte. Zamknięte kielichy (stulone ząbki) w czasie owocowania ma także niezapominajka różnobarwna.

## Biologia i ekologia
Roślina jednoroczna. Rośnie w miejscach suchych i nasłonecznionych, w piaszczystych murawach, na ustabilizowanych wydmach, obrzeżach piaszczystych pól, na przydrożach i nasypach kolejowych, na murach i skałach, w widnych i suchych zaroślach i lasach. Kwitnie od kwietnia do czerwca. Kwiaty są owadopylne. Owoce za sprawą haczykowatych włosków na kielichach rozprzestrzeniane są przez zwierzęta.
Liczba chromosomów 2n = 48.